# Биномна номенклатура
Биномна (бинарна) номенклатура је начин именовања врста у биологији, који је зачео Карл Лине, објављивањем свог дела Species Plantarum 1753. Бинарна номенклатура (двојни назив врсте) је формални систем именовања, према коме се свакој врсти додељује назив који се састоји од два дела. При именовању поштују се правила латинске граматике, иако могу бити коришћене речи које не потичу из латинског језика. За ове називе користе се изрази научни назив и мање формално латински назив. Први део имена означава род коме врста припада, а други део врсту. На пример људи припадају роду Homo, а у оквиру овог рода припадају врсти Homo sapiens (где Homo означава род, а sapiens врсту). Вероватно најпознатији научни назив је Tyrannosaurus rex.

## Делови научног имена врсте
Научно име врсте у биномној номенклатури састоји се из два дела (две речи):
- имена рода
- епитета врсте

Након имена животињске врсте, обавезно је писање и аутора, као и године публиковања имена (зоолошка номенклатура), док се за биљке пише само име аутора без године (ботаничка номенклатура).
Имена родова и врста се пишу курзивом или се подвуку. Име рода се увек пише великим почетним словом, док се епитет (име) врсте пише искључиво малим словима.

### Пример
Име животињске врсте белоглави суп је Gyps fulvus Hablizl, 1783
- — име рода супови
- — епитет који описује врсту (црвенкастожути)
- — име аутора (Carl Ludwig Hablizl или Hablitz (1752–1821), познат и као Karl Ivanovich Gablits, руски ботаничар.)
- 1783 — година када је овај аутор први пут под овим именом описао ову врсту

Име биљне врсте мушка боквица је Plantago lanceolata L.
- — име рода боквица
- — епитет који би требало да једнозначно описује врсту (са ланцетастим листовима)
- — скраћеница аутора (Карл Лине, Linnaeus)

## Остало
- Скраћеница „sp.” (или „spec.”) се користи када није познато право научно име; нпр. Canis sp. значи „врста рода Canis”.
- Скраћеница „spp.” (множина) се користи када није познато право научно име већег броја врста; нпр. Canis spp. значи „врсте рода Canis”.
- Скраћеница „cf.” се користи када није потврђена идентификација; нпр. Corvus cf. splendens, значи да се верује да је у питању врста Corvus splendens, али то није потврђено.
- Када је име аутора у загради врста је пребачена у други род или је име рода промењено.
- Право ауторства: Ако врста има више имена, припада јој прво и најстарије име које јој је дато.

За разлику од родова и нижих таксона (врста, подврста), који се пишу искошено, породице и виши таксони се не пишу искошено. Изузетак од овог правила су вируси, бактерије и гљиве, код којих се и породице пишу искошено, а у случају гљива и виши таксони..